# Ragnvald Blix
Ragnvald Blix (* 12. September 1882 in Christiania (später Oslo); † 2. Mai 1958 in Kopenhagen) war ein norwegischer Karikaturist, der unter anderem für die Satirezeitschrift Simplicissimus arbeitete.

## Leben
Sein Vater Elias Blix war Theologe und norwegischer Kirchenminister. Ein Malereistudium gab Blix schnell wieder auf, er zeichnete lieber Karikaturen. Als sein älterer Freund Olaf Gulbransson 1902 nach Deutschland übersiedelte, folgte ihm Blix als Zeichner der Zeitung Tyrihans. Eine Erbschaft ermöglichte es ihm 1903 durch Europa zu reisen. 1904–08 hielt er sich in Paris auf und arbeitete unter anderem für die Satirezeitschrift L’Assiette au beurre. 1907 erschien eine erste Zeichnung im Simplicissimus und 1908 übersiedelte Blix nach München, wo er bis 1918 lebte. Nach einer kurzen Zwischenstation in Oslo, wo er im Februar 1919 die Zeitschrift Exlex (vogelfrei) nach dem Vorbild des Simplicissimus gründete, zog er schon neun Monate später mit dieser nach Kopenhagen um, wo er sein weiteres Leben verbrachte. Nach zwei Jahren musste Blix die Zeitschrift jedoch wieder aufgeben. Er arbeitete von da an für verschiedene skandinavische Tageszeitungen und Zeitschriften. Nach der Besetzung Dänemarks durch Deutschland im Zweiten Weltkrieg floh Blix nach Schweden, wo er weiterhin arbeiten konnte. Nach dem Krieg kehrte er nach Dänemark zurück.

## Werk
Zwischen 1907 und 1925 publizierte Blix 466 Zeichnungen im Simplicissimus. In der Münchner Jugend erschienen zwei Beiträge. Blix war international tätig, veröffentlichte zum Beispiel in der New York Times und in schwedischen Zeitungen.
Seine Zeichnungen waren zunächst von einer Kombination aus Linie und Fläche geprägt, wie sie für die Kunst des Jugendstils typisch ist. Doch schon um 1908 griff er die klare Linienzeichnung Gulbranssons auf, dem er in der Fähigkeit zeitgenössische Politiker zu charakterisieren in nichts nachstand. In den 1930er Jahren entstanden bissige Anti-Hitler-Karikaturen und auch im schwedischen Exil konnte er unter dem Pseudonym Stig Höök führende NS-Politiker bloßstellen.
Das Titelblatt mit einer den Betrachter angrinsenden Mona Lisa auf Das Lächeln der Mona Lisa von Kurt Tucholsky, erschienen 1929 im Berliner Rowohlt-Verlag stammt von Blix.
Werke von Blix befinden sich im Düsseldorfer Stadtmuseum und im Münchner Stadtmuseum. Der schriftliche Nachlass befindet sich im Deutschen Kunstarchiv in Nürnberg.